# Insubriella paradoxa
Insubriella paradoxa es una especie de escarabajo de la familia Leiodidae, la única de su género, Insubriella. Fue descrita por Dante Vailati en 1990.

## Distribución
Se encuentra en Italia.